# Girolamo Abos
Girolamo Abos, také Abosa, Avos či d'Avossa (16. listopadu 1715 Valletta, Malta – říjen 1760) byl maltsko-italský hudební skladatel.

## Život
Byl synem Giana Tommasa a Rosy Farrugiové. V roce 1729 začal studovat na neapolské konzervatoři Conservatorio dei Poveri di Gesù Cristo pod vedením Gaetana Greca a Francesca Durante. V roce 1742 debutoval v divadle Teatro Nuovo komickou operou Le due zingare simili. Ve stejném roce se stal po boku Leonarda Lea druhým učitelem na škole Scuola dei Poveri di Gesù a v roce 1743 také spolupracovníkem Ignazio Prota, Leonarda Lea a Francesca Duranta na konzervatoři Conservatorio di Sant'Onofrio a Porta Capuana. V roce 1754 k tomu přidal ještě místo druhého maestra na Conservatorio della Pietà dei Turchini.
V roce 1756 odešel do Londýna, kde působil jako cembalista a dirigent v Italském divadle. V roce 1758 se vrátil do Itálie. Pokračoval v pedagogické činnosti na konzervatoři Conservatorio della Pietà dei Turchini. Jedním z jeho žáků byl Giovanni Paisiello. Kromě toho působil jako varhaník a ředitel kůru v několika neapolských chrámech. Zemřel v říjnu roku 1760 v Neapoli.

## Dílo
Zkomponoval čtrnáct oper, které byly hrány v Neapoli, Římě, Florencii a v Londýně. Nejúspěšnější z nich byla opera Tito Manlio uvedená v Neapoli v roce 1751. Je rovněž autorem celé řady chrámových skladeb. Zkomponoval 7 mší, Stabat Mater, oratoria, litanie a dalších příležitostné skladby.
Opery
- Le due zingare simili (opera buffa, libreto Antonio Palomba, 1742, Neapol, Teatro Nuovo)
- Il geloso (komická opera, libreto Antonio Palomba, 1743, Neapol, Teatro dei Fiorentini)
- Le furberie di Spilletto (komická opera, 1744, Florencie, Teatro del Cocomero)
- La serva padrona (opera buffa, libreto Gennaro Antonio Federico, 1744, Neapol)
- La moglie gelosa (komická opera, libreto Antonio Palomba, 1745, Neapol, Teatro dei Fiorentini)
- Adriano in Siria (dramma per musica, libreto Pietro Metastasio, 1746, Florencie, Teatro della Pergola)
- Artaserse (dramma per musica, libreto Pietro Metastasio, 1746, Benátky, Teatro San Giovanni Crisostomo)
- Pelopida (dramma per musica, libreto Gaetano Roccaforte, 1747, Řím, Teatro Argentina)
- Alessandro nelle Indie (dramma per musica, libreto Pietro Metastasio, 1747, Ancona, Teatro La Fenice)
- Arianna e Teseo (dramma per musica, libreto Pietro Pariati, 1748, Řím, Teatro delle Dame)
- Tito Manlio (dramma per musica, libreto Gaetano Roccaforte, 1751, Neapol, Teatro San Carlo)
- Erifile (dramma per musica, libreto Giovanni Battista Neri, 1752, Řím, Teatro delle Dame)
- Lucio Vero o sia Il Vologeso (opera seria, libreto Apostolo Zeno, 1752, Neapol, Teatro San Carlo, spoluautor Gaetano Majorano)
- Il Medo (dramma per musica, libreto Carlo Innocenzo Frugoni, 1753, Turín, Teatro Regio)

Pasticia
- Nerone (opera seria, spoluautoři Baldassare Galuppi, Johann Adolf Hasse, Rinaldo di Capua a další, 1753, Londýn)
- Creso (spoluautoři Ferdinando Bertoni, Gioacchino Cocchi a další, 1758, Londýn)
- Armida, (spoluautor Tommaso Traetta, Vídeň, 1761)
- Love in a Village (komická opera, spoluautoři Georg Friedrich Händel, William Boyce, Thomas Arne, Galuppi a další, 1763, Londýn, Royal Opera House)
- The Maid of the Mill, opera buffa, spoluautoři Gioacchino Cocchi, Niccolò Jommelli, Galuppi, Giardini, J. A. Hasse a další, 1765, Londýn)